# Reliance (Luftschiff)
Die Reliance war ein mit Helium gefülltes Luftschiff des Typs ZPG-3W, das 1958 in Akron, Ohio, von Goodyear gebaut worden war. Die U.S. Navy besaß vier Stück dieses Typs aus der N-Klasse. Das eingebaute Radar sollte herannahende Raketen mit Nuklearsprengköpfen erfassen. Sie waren alle an der Lakehurst Naval Air Station, Ocean County, New Jersey stationiert. Am 6. Juli 1960 war es auf einem Trainingsflug unter Lt. Joseph Saniuk. Um 14:30 Uhr kam es zu einem Schaden an der Hülle. Es stürzte bei Long Island ins Meer. Die Ursache war vermutlich ein Überdruck. Es fuhren Fischerboote zu der Unglücksstelle, darunter die Doris May III und die Blue Chip, aber 18 der 21 Mitglieder der Mannschaft kamen um.